# Utetheisa tenuella
Utetheisa tenuella är en fjärilsart som beskrevs av Adalbert Seitz 1910. Utetheisa tenuella ingår i släktet Utetheisa och familjen björnspinnare. Inga underarter finns listade i Catalogue of Life.